# جوهر (فلسفة)
الجوهر (من الفارسية: گوهر). (في الإنكليزية Substance)، كل حجر يستخرج منه شيء ينتفع به فهو جوهر، الواحدة جوهرة. وجوهر كل شيء ما خلقت عليه جبلته. و الجوهر النفيس هو الذي تتخذ منه الفصوص ونحوها. و قيل الجوهر هو الأصل، أي أصل المركبات.
و يطلق الجوهر عند الفلاسفة على معان: منها الموجود القائم بنفسه حادثاً كان أو قديماً، و يقابله العرض. و منها الذات القابلة لتوارد  الصفات المتضادة عليها. و منها الماهية التي إذا وجدت في الأعيان كانت لا في موضوع. و منها الموجود الغني عن محل يحل فيه.
قال ابن سينا: (( الجوهر.. هو كان ما وجود ذاته ليس في موضوع، أي في محل قريب قد قام بنفسه دونه لا بتقويمه)) ( النجاة، ص 126). و قال أيضا: (( ويقال جوهر .. لكل ذات  وجوده ليس في موضوع، وعليه اصطلح الفلاسفة القدماء منذ عهد أرسطو)) (رسالة الحدود). والخلاصة أن الجوهر هو الموجود لا في موضوع، ويقابله العرض Accident بمعنى الموجود في موضوع، أي في محل مقوم لما حل فيه. فإن كان الجوهر حالاً في جوهر آخر كان صورة، إما جسمية وإما نوعية. و ان كان محلاً لجوهر آخر كان هيولى، وان كان مركباً منهما كان جسماً، و إن لم يكن كذلك، أي لا حالاً ولا محلاً ولا مركبا منهما، كان نفساً أو عقلا.
الجوهر هو الثابت في الأشياء المتغيرة، باعتبار أن هذا الثابت يبقى هو هو رغم ما قد يطرأ عليه من تغيرات، ويبقى الأساس المشترك للكيفيات المتتالية التي يظهر عليها.
وعند سببينوزا الجوهر هو القائم بذاته والمدرك لذاته. بمعنى أن وجود الجوهر لا يحتاج إلى قيامه بغيره، كما أن تصوره لا يحتاج إلى حمله على غيره. و الجوهر عند كانط هو أول مقولات الإضافة، وهو تصور قبلي ناشئ عن صورة الحكم المطلق من حيث إنه أسناد محمول إلى مضوع أو رفعه عنه. وهو يرى أن غموض مفهوم الجوهر دفع إلى استخدامه بطرق مختلفة في الفلسفة، لكن هذا لا يعني أننا لا نستطيع أن نحدده بكل كيان لا يعتمد على وجوده بأي شيء خارج ذاته، لذلك لا يمكن أن نطلق اسم الجوهر إلا من خلال أعراضه، أي لا نستطيع أن ندرك إلا من خلال الإمتدادات للأعراض في الأشياء، وما الفكر سوى عرض للجوهر الإلهي.
الجوهر في الفلسفة هو الأساس الذي يشكل للجسم أو المادة ما هي عليه فعلا، وبهذا تملك ضرورة وجود حتمية، بخلاف الأعراض، أو الخواص التي تطرأ على الجسم أو المادة.
ويطلق على معان. منها الموجود القائم بنفسه حادثا كان أو قديما ويقابله العرض بمعنى ما ليس كذلك. ومنها الحقيقة والذات، وبهذا المعنى يقال أي شيء هو في جوهره أي ذاته وحقيقته، ويقابله العرض بمعنى الخارج من الحقيقة. والـجوهر بهذين المعنيين لا شكّ في جوازه في حقّ الله تعالى وإن لم يرد الإذن بالإطلاق. ومنها ما هو من أقسام الموجود الممكن، فهو عند المتكلمين لا يكون إلّا حادثا إذ كل ممكن حادث عندهم. وأما عند الحكماء فقد يكون قديما كالجوهرالمجرّد وقد يكون حادثا كالجوهرالمادي. وعند كلا الفريقين لا يجوز إطلاقه بهذا المعنى على الله تعالى بناء على أنّه قسم من الممكن. فتعريفه عند المتكلّمين الحادث المتحيز بالذات، والمتحيز بالذات هو القابل للإشارة الحسّية بالذات بأنه هنا أو هناك، ويقابله العرض.

## جملة الجوهر
جملة الجوهر، عند الرازي، كناية عن الفعل الواقع عن طبيعة الشيء الخاصة به لا عن سبب معروف. وذكره معجم المستعيني.

## تقسيم
الجوهر ماهية إذا وجدت في الأعيان كانت لا في موضوع،
- وجاء في تعريف العلامة الطباطبائي للجوهر: ( إذا وجدت في الخارج وجدت لا في موضوع مستغنٍ عنها في وجوده).[9] وهو مختصر في خمسة: هيولى، وصورة، وجسم، ونفس، وعقل، لأنه إما أن يكون مجردا أو غير مجرد:
- فالمجرد:
  - إما أن يتعلق بالبدن تعلق التدبير والتصرف؛ وهو العقل
  - أو لا يتعلق؛ وهو النفس
- وغير المجرد:
  - إما أن يكون مركبا؛ وهو الجسم.
  - أو غير المركب:
    - إما حال؛ وهو الصورة
    - أو محل، وهو الهيولى.[10]